# Кружилівське газоконденсатне родовище
Кружилівське газоконденсатне родовище — одне з родовищ вуглеводнів Луганської області України.

## Опис
Знаходиться у Сорокинському районі (колишній Краснодонський), за 24 км на північ від районного центру. Належить до Красноріцького газоносного району Східного нафтогазоносного регіону України.
Відкрите у 1999-му, наступного року введене в розробку ГПУ «Шебелинкагазвидобування» ДК «Укргазвидобування». У 2012 році зазначене підприємство отримало право на експлуатацію родовища до 2032-го.
Станом на 2015 рік накопичений видобуток становив 0,395 млрд.м3. Залишкові запаси за категоріями А+В+С1 оцінювались у 0,157 млрд.м3, за категорією С2 — у 0,986 млрд.м3.
Видобута продукція постачається газопроводом діаметром 159 мм та завдовжки 7 км до установки комплексної підготовки газу сусіднього Марківського родовища.
У 2014 році опинилось на території непідконтрольної українським військам частини Луганської області.